# NGC 6949
NGC 6949 est une galaxie spirale située dans la constellation de Céphée. Sa vitesse par rapport au fond diffus cosmologique est de 2 601 ± 13 km/s, ce qui correspond à une distance de Hubble de 38,4 ± 2,7 Mpc (∼125 millions d'al). NGC 6949 a été découverte par l'astronome américain Lewis Swift en 1886.
NGC 6949 présente une large raie HI et elle renferme également des régions d'hydrogène ionisé.
En raison d'une brillance de surface égale à 14,36 mag/am2, on peut qualifier NGC 6949 de galaxie à faible brillance de surface (LSB en anglais pour low surface brightness). Les galaxies LSB sont des galaxies diffuses (D) avec une brillance de surface inférieure de moins d'une magnitude à celle du ciel nocturne ambiant.
À ce jour, cinq mesures non basées sur le décalage vers le rouge (redshift) donnent une distance de 47,900 ± 13,155 Mpc (∼156 millions d'al), ce qui est à l'intérieur des valeurs de la distance de Hubble. Notons cependant que c'est avec la valeur moyenne des mesures indépendantes, lorsqu'elles existent, que la base de données NASA/IPAC calcule le diamètre d'une galaxie et qu'en conséquence le diamètre de NGC 6949 pourrait être d'environ 22,3 kpc (∼72 700 al) si on utilisait la distance de Hubble pour le calculer.

## Supernova
La supernova SN 2004fu a été découverte dans NGC 6949 le 4 novembre par 
l'astronome amateur britannique Ron Arbour. Cette supernova était de type Ia. La magnitude visuelle de cette supernova au moment de sa découverte était de 16,8.

## Groupe de NGC 6949
NGC 6949 est une galaxie brillante dans le domaine des rayons X et elle fait partie d'un groupe de galaxies qui porte son nom. Selon un article publié par Sengupta et Balasubramanyam en 2006, le groupe de NGC 6949 compte au moins deux autres membres : UGC 11613 et UGC 11636.
Ce même groupe est aussi mentionné dans un article publié par A.M. Garcia en 1993, mais il y ajoute une galaxie, soit UGC 11616. Cette galaxie ne brille pas dans le domaine des rayons X.